# Підлісне (Молодечненський район)
Підлісне (біл. вёска Падлесная) — село в складі Молодечненського району Мінської області, Білорусь. Село підпорядковане Городилівській сільській раді, розташоване в західній частині області.